# 대릉원
대릉원(大陵園)은 대한민국 경상북도 경주시 노동동, 노서동과 황남동에 있는 무덤이다. 2011년 7월 28일 대한민국의 사적 제512호로 통합 재지정되었다.
본래 사적 경주노동리고분군(慶州路東里古墳群), 사적 경주노서리고분군(慶州路西里古墳群), 사적 경주황남리고분군(慶州皇南里古墳群), 사적 경주황오리고분군(慶州皇吾里古墳群), 사적 경주인왕리고분군(慶州仁旺里古墳群)으로 분리되어 있었으나, 2011년 7월 28일 문화재청(현 국가유산청)이 역사성과 특성을 고려하여 경주 평야 한복판에 서로 인접해 있는 신라 시대의 고분군을 통합하여 재지정하였다.

## 노동동 고분군
경상북도 경주시 노동동에 있는 고분군이다. 이들 중 봉황대는 밑둘레 230m, 직경 82m, 높이 22m로 대한민국에서는 큰 규모의 무덤이다. 봉황대 남쪽에 1924년 발굴 조사한 금령총 터와 식리총 터가 있는데, 내부 구조는 모두 돌무지 덧널무덤이다.

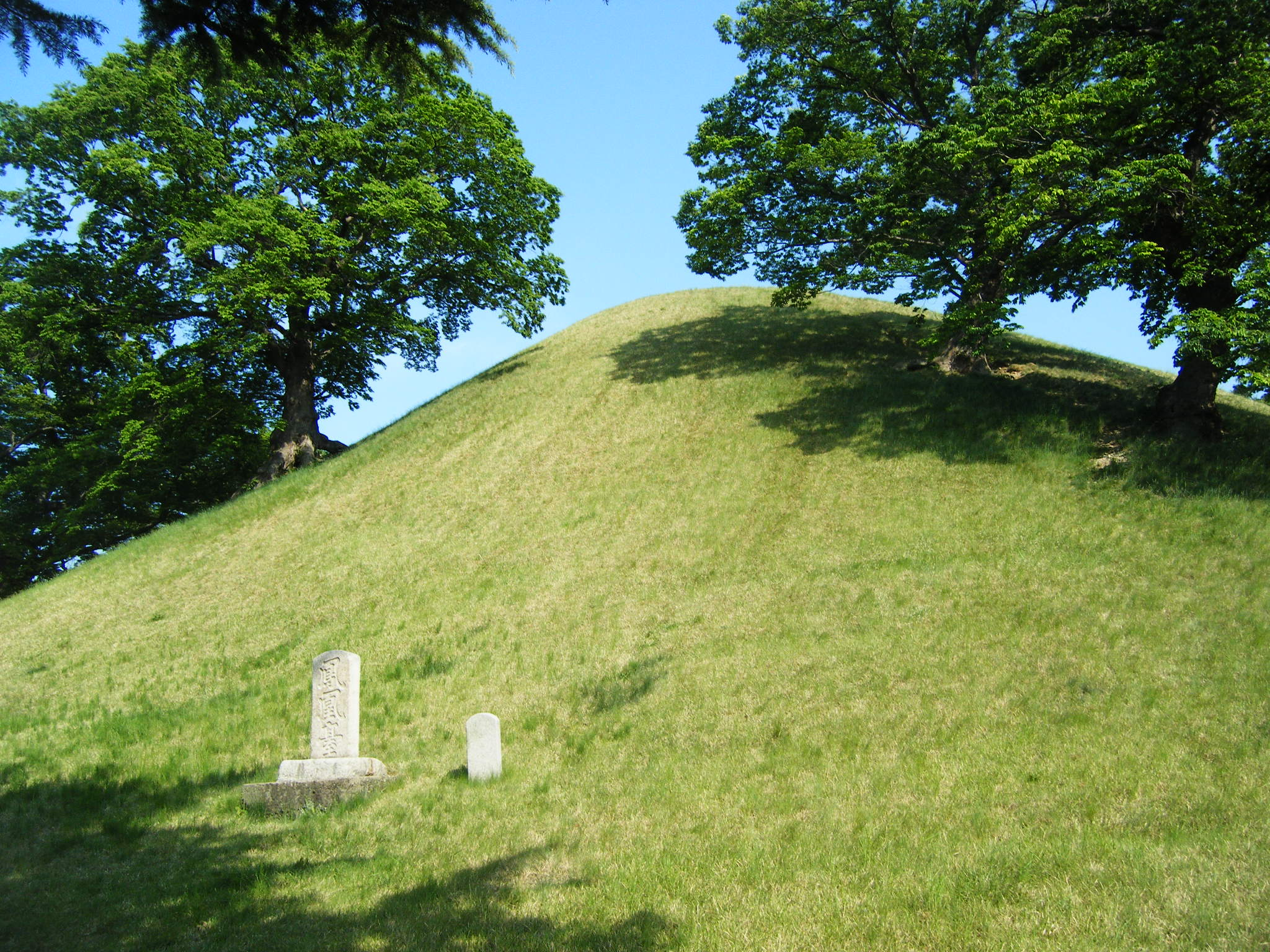
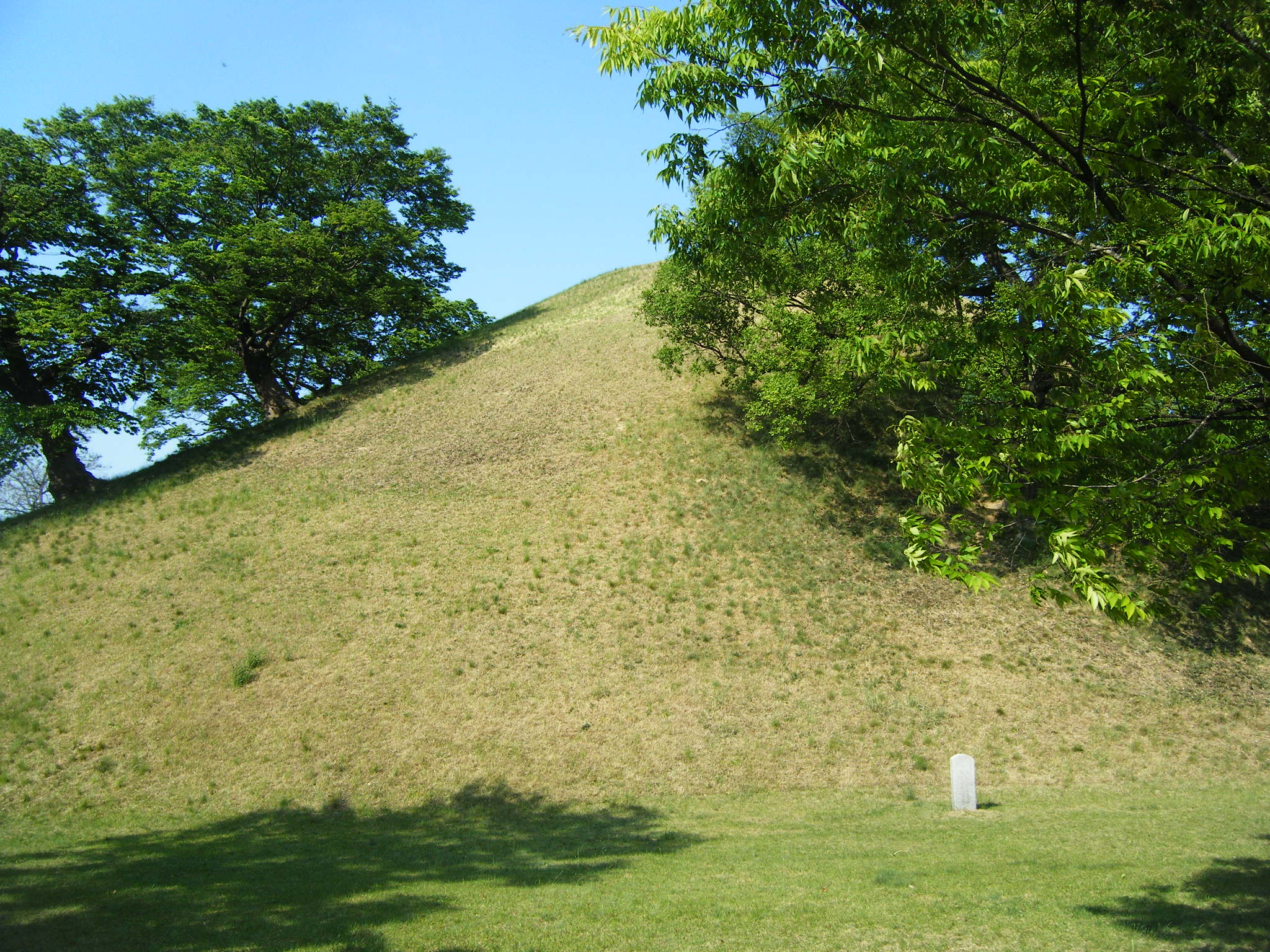
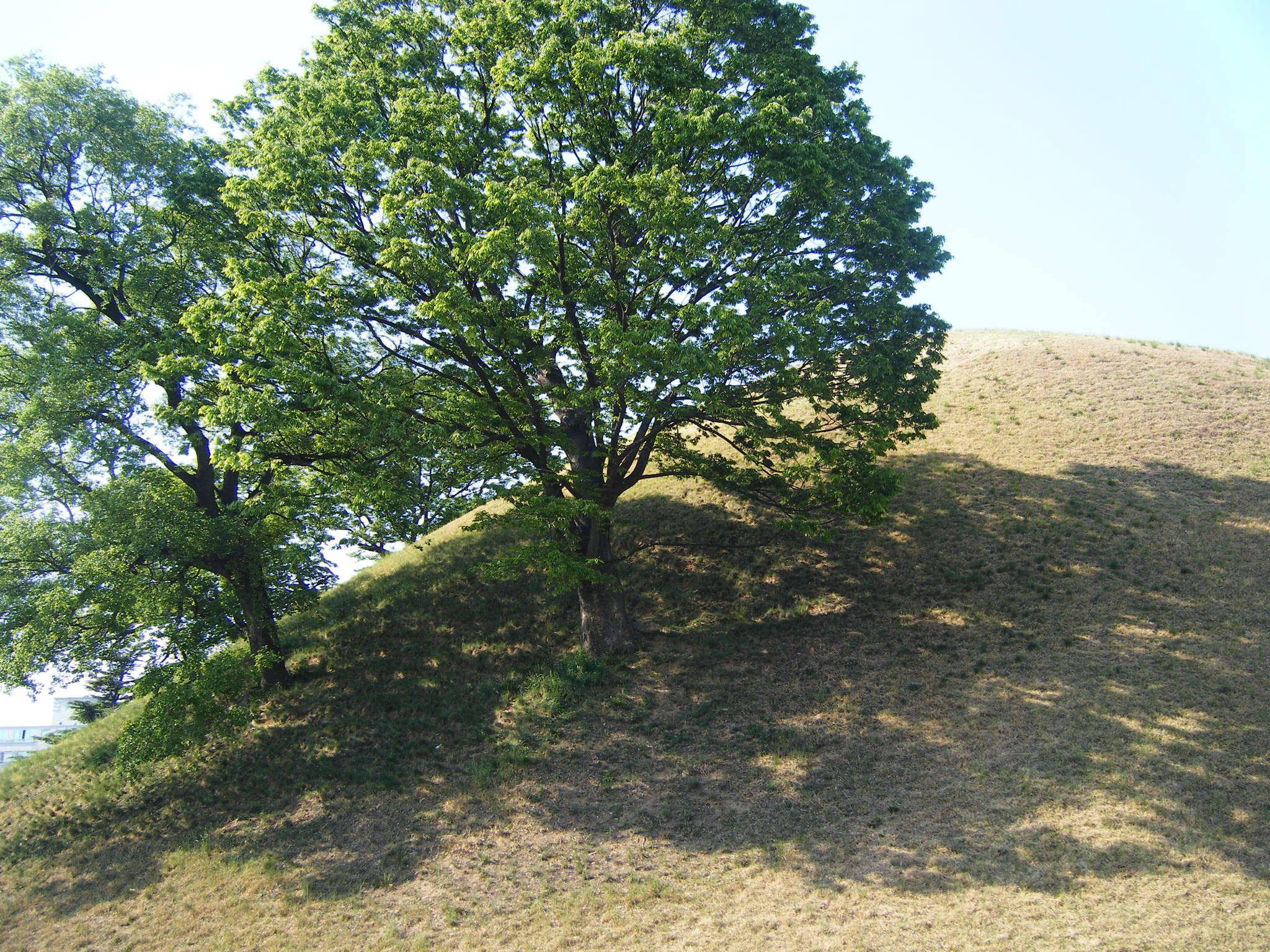
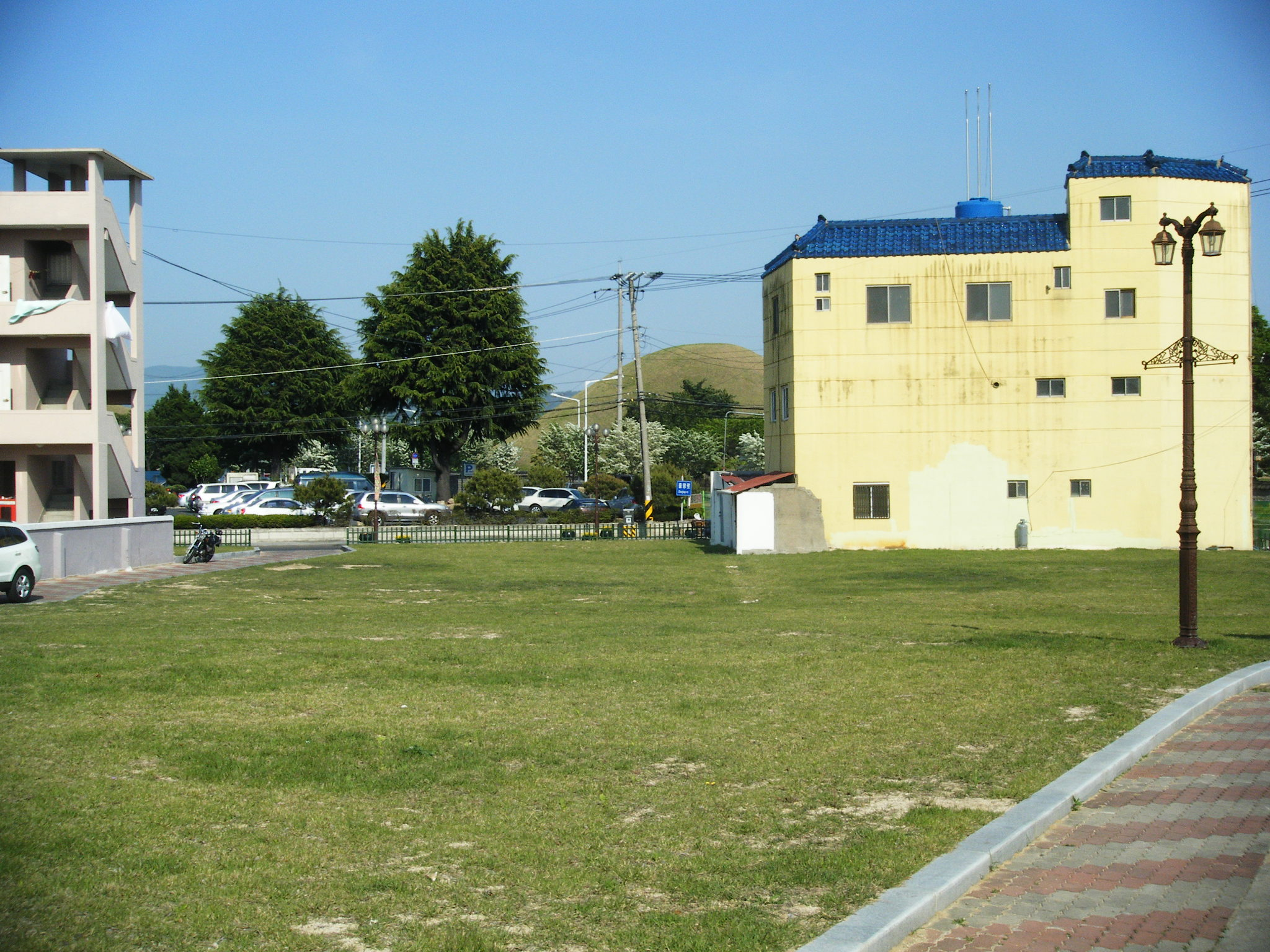
노동리고분공원

### 고분 목록
- 125호분: 봉황대(鳳凰臺)
- 126호분: 식리총(飾履塚)
- 127호분: 금령총(金鈴塚)
- 142호분: 옥포총(玉圃塚)

## 노서동 고분군
이 고분군에는 넓은 평지에 크고 작은 고분이 14기가 있다. 노동리의 봉황대 고분과 더불어 그 규모에 있고, 쌍벽을 이루는 제130호 고분을 비롯해, 1921년에 금관이 출토된 금관총, 1926년에 일본 방문 길에 스웨덴의 황태자이며 고고학자인 구스타프 6세 아돌프가 들러 발굴을 조사 참관한, 서봉총이 있다. 1946년에 고구려 광개토왕의 이름이 새겨진 청동 그릇이 발견되어, 신라 고분 연대 추정에 도움을 준 호우총과 은평총, 쌍상총, 마총 등도 있다. 쌍상총에서 토기 조각, 마총에서 말뼈와 안장 조각이 출토하였다.

### 고분 목록
- 128호분: 금관총(金冠塚)
- 129호분: 서봉총(瑞鳳塚)
- 131호분: 우총(牛塚)
- 133호분: 마총(馬塚)
- 137호분: 쌍상총(雙床塚)
- 139호분: 은령총(銀鈴塚)
- 140호분: 호우총(壺杅塚)

## 황남동 고분군
경주시내 황남동 일대에 분포되어 있는 신라초기의 무덤들로 일부는 대릉원 구역안에 있다. 일제 강점기에 붙여진 일련번호 90~114, 151~155호인 원형으로 흙을 쌓아올린 30기의 무덤이다. 큰 무덤은 돌무지덧널무덤이고 주변에는 봉분이 없어진 작은 무덤이 있다. 대릉원 안에는 전 미추왕릉을 비롯하여 천마총과 황남대총 등이 있다.
천마총은 1973년 4월 6일부터 12월 4일까지 발굴조사됐다. 황남대총을 발굴하기 전 사전 작업 차원에서 실시했다. 천마총은 지름 47m, 높이 12.7m로 금관을 비롯하여 많은 유물이 나왔다. 당시 천마도가 그려진 말안장 드리개가 출토되었기 때문에 '천마총'이라 이름하여 내부를 공개하고 있다.
또한 1973년부터 1975년까지 발굴조사된 황남대총은 남북길이 120m, 동서길이 80m, 높이 23m의 거대한 쌍무덤으로 남쪽 무덤에서는 금동관과 남자의 뼈 일부 및 많은 유물이 나왔다. 북쪽 무덤에서도 금관과 부인대라는 글씨가 있는 은팔찌 등 많은 유물이 나왔다. 남쪽 무덤의 주인은 남자, 북쪽 무덤의 주인은 여자로, 부부의 무덤을 붙여 만든 것으로 추정하고 있다.

### 고분 목록
- 98호분: 황남대총
- 100호분: 검총
- 106호분: 경주 미추왕릉
- 155호분: 천마총
- 계림로 고분군

## 황오동 고분군
이 곳 황오동에는 크고 작은 신라시대 무덤들이 밀집되어 있다. 오랜 세월 관리가 되지 않아 봉분이 많이 손상되었으나, 고분임을 짐작할 수 있는 것이 10여 기에 이른다.
이 무덤들은 인접 지역에서 발굴된 무덤 구조로 미루어 볼 때, 주로 4~5세기경의 왕족 또는 귀족을 묻은 돌무지 덧널무덤(積石木槨墳)으로 추정된다.

### 고분 목록
- 월성로 고분군
- 쪽샘지구

## 인왕동 고분군
이 고분군은 월성(月城)의 북쪽 지대에 분포하는 황오동 고분군(皇吾洞 古墳群)에서 동으로 이어지는 것으로, 경주 중심부 평야지대에 남아 있는 고분군 가운데는 가장 동편에 위치하고 있다. 일제 강점기 때 13기(基)(경주 고분의 일련 번호 19∼27, 147∼150호)의 봉토분(封土墳)이 확인되었고, 새로 10기의 고분이 더 분포하고 있는 것이 조사되었다. 고분들 가운데 19호분, 20호분, 149호분과 나중에 확인된 고분 가운데 1기(156호분)가 발굴조사되었다. 그리고 1977년에는 19호분과 20호분의 북편에 화물주차장이 건립됨에 따라 그 일대가 발굴조사되어 삼한시대(三韓時代)의 목곽묘(木槨墓), 옹관묘(甕棺墓)를 비롯하여 삼국시대의 수혈식 석곽묘(竪穴式 石槨墓), 적석목곽분(積石木槨墳) 등이 확인되기도 하였다. 따라서 이곳에는 황오동 고분군과 같이 비교적 이른 시기부터 무덤이 축조되기 시작하였음을 알 수 있다. 그리고 봉토가 남아 있는 삼국시대의 고분들은 대부분 적석목곽분으로 출토유물이나 유구의 크기 등으로 보아 신라 귀족들의 무덤으로 판단된다.

### 인왕동 19호분
19호분의 조사에서는 모두 12기의 묘곽이 확인되었는데 이 가운데 1기(A곽)는 단일원분(單一圓墳)으로 조성되었으나 나머지 11기의 묘곽은 외견상 하나의 봉토 안에 축조된 다곽식(多槨式)의 봉분(封墳)으로 구성되었던 것으로 추정되고 있다. 묘곽의 크기는 큰 것이 길이 4.5m, 너비 2m 정도였다. 20호분은 봉토의 크기가 동서 지름 18m, 남북 지름 16m, 높이 4.2m로 단일원분이며 내부에는 길이 5m, 너비 1.8m인 하나의 목곽이 들어 있는 단곽식(單槨式)이었다. 149호분은 단곽식으로 묘곽의 크기가 길이 3.95m, 너비 1.45m 정도였다. 이들에서 출토된 유물은 금제 이식(金製 耳飾), 경식(頸飾), 은제 과대(銀製 銙帶) 등의 장신구와 은장 환두대도(銀粧 環頭大刀) 등의 무기류, 등자(鐙子), 행엽(杏葉) 등의 마구류(馬具類), 그리고 토기류가 있다.
화물주차장 부지에서 조사된 고분들은 적석목곽묘 9기, 옹관묘(甕棺墓) 6기, 수혈식 석곽묘(竪穴式 石槨墓) 10기와 목곽묘로 추정되는 묘곽(墓槨) 2기 등이었다. 이 가운데에는 대형의 적석목곽분 3기(A군 1호, B군 1호, C군 1호)도 포함되었는데 이 중 2기(B군 1호, C군 1호)가 각각 일제 강점기때의 21호분과 147호분으로 추정된다. 이 대형의 적석목곽분들에서는 금동관(金銅冠), 금제 이식(金製 耳飾), 곡옥 부 경식(曲玉 附 頸飾), 은제 과대, 은장 환두대도 등의 화려한 유물들이 출토되었다.
현재 봉토의 모습을 확인할 수 있는 것은 인왕동 새터마을(구 인교동사무소 서편)에 22호ㆍ23호ㆍ24호가 있으며, 첨성대 북편에 27호가 있다.

## 학자별 묘주 비정
| 구분            | 藤井和夫 (1979) | 毛利光俊彦 (1983) | 이종선 (1996) | 김용성 (1998) | 박광렬 (2014) | 최병현 (2014) | 박천수 (2016) | 최철영 (2019) | 심현철 (2020) | 김재홍 (2021) | 다수설 |
| --------------- | --------------- | ----------------- | ------------- | ------------- | ------------- | ------------- | ------------- | ------------- | ------------- | ------------- | ------ |
| 119호분         |                 |                   |               | 내물          | 내물          | 실성          | 내물          |               | 실성          | 내물          | 내물   |
| 황_남분(98호)   | 눌지            | 눌지              | 내물          | 눌지          | 실성          | 내물          | 눌지          |               | 눌지          | 눌지          | 눌지   |
| 황_북분(98호)   |                 |                   |               |               |               |               |               |               |               |               |        |
| 금관총(128호)   | 소지            |                   | 자비          |               |               |               |               | 이사부        |               |               |        |
| 천마총(155호)   | 지증            | 소지 or 지증      | 소지          |               |               | 지증          |               |               |               |               | 지증   |
| 서봉총(129호)   |                 |                   |               |               |               |               |               |               |               |               |        |
| 미추왕릉(106호) |                 |                   | 미추          |               | 눌지          |               |               |               |               |               |        |
| 봉황대(125호)   |                 |                   | 눌지          | 자비          | 자비          | 눌지          | 자비          |               | 자비          | 자비          | 자비   |
| 서봉황대(130호) |                 |                   | 지증          | 소지          | 소지          |               | 소지          |               | 소지          | 소지          | 소지   |
| 134호분         |                 |                   |               | 지증          | 지증          | 소지          | 지증          |               | 지증          | 습보          | 지증   |
| 90호분          |                 |                   | 실성          |               |               | 내물父        |               |               |               | 제상          |        |
| 39호분          |                 |                   |               |               |               | 내물祖父      |               |               |               |               |        |

## 같이 보기
- 황룡사
- 대왕암
- 형산강

## 참고 자료
- 경주 대릉원 일원 - 국가유산청 국가유산포털
- 이 문서에는 문화재청에서 공공누리 제1유형으로 배포된 〈자료〉를 바탕으로 한 내용이 포함되어 있습니다.
- 이 문서에는 다음커뮤니케이션(현 카카오)에서 GFDL 또는 CC-SA 라이선스로 배포한 글로벌 세계대백과사전의 내용을 기초로 작성된 글이 포함되어 있습니다.